# Biglietti della follia
I biglietti della follia (Wahnbriefe in lingua tedesca) sono una serie di lettere inviate da Friedrich Nietzsche a partire dal 3 gennaio 1889 a varie personalità, alcune di grande rilievo, conosciute o meno dal filosofo tedesco, tra monarchi europei ed alcune figure politiche e secolari.
Questi scritti sono stati chiamati "della follia" poiché, anche se lo stile non è dissimile da quello classico delle sue opere precedenti (tanto che non tutti i destinatari, come l'amico Peter Gast, si accorsero prontamente della loro incoerenza), in esse appare evidente il loro contenuto squilibrato. Persino la grafia costituita da enormi lettere è ben diversa dall'abituale modo di scrivere di Nietzsche: egli di solito usava abbreviazioni e salti di lettere, che lo rendevano difficile da leggere, ma nel complesso ne permettevano ancora la comprensione.
I biglietti, spediti dalla Posta centrale di Torino, risultano siglati con una varietà di pseudonimi: Dioniso - Zagreo, Il Crocifisso, L'Anticristo. Si nota ancora l’ego di Nietzsche che prepondera anche nella follia: di fatto, L’Anticristo è sia una provocazione che un plaudere da sé all’omonima opera del filosofo, appunto.

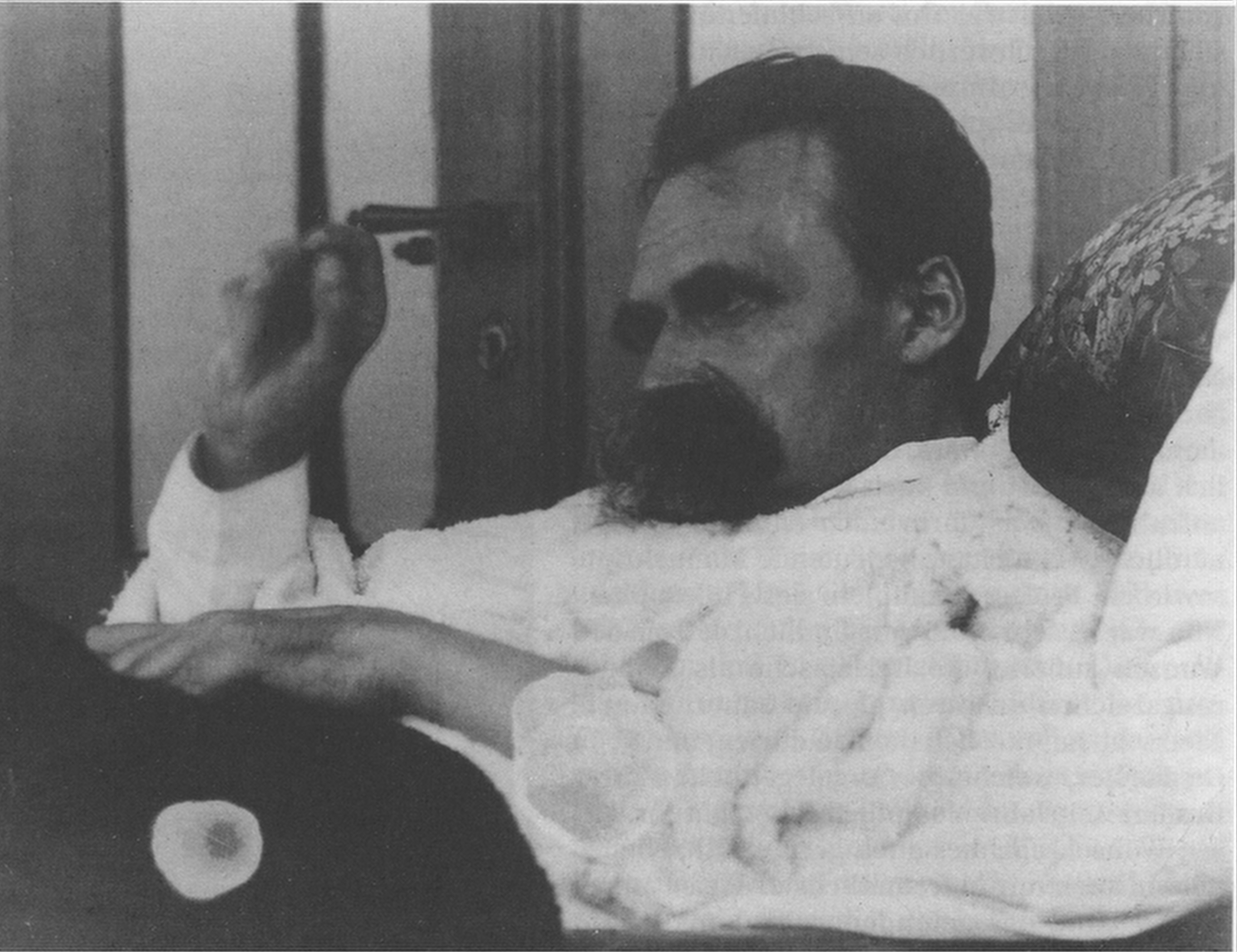
Nietzsche nel 1899

## La follia
Questi scritti hanno anche un'importanza storico-biografica, poiché sono stati ritenuti il più chiaro sintomo della definitiva compromissione della salute mentale di Nietzsche. Nel 1889 avvenne infatti il famoso crollo mentale di Nietzsche. Il 3 gennaio 1889 occorse la prima crisi di follia in pubblico: mentre si trovava in piazza Carignano, nei pressi della sua casa torinese, vedendo un cavallo adibito al traino di una carrozza fustigato a sangue dal cocchiere, abbracciò l'animale e pianse, finendo per baciarlo; in seguito cadde a terra urlando in preda a spasmi.
Per molti questo è un episodio leggendario e Nietzsche si sarebbe piuttosto limitato a fare vistose rimostranze e schiamazzi per i quali venne fermato e ammonito dalla polizia municipale.

## La follia della filosofia
A parte l'allusività degli pseudonimi prescelti, sembra che Nietzsche avesse preconizzato la follia come meta finale della sua vita e del suo pensiero. Nella sua Genealogia della morale, stigmatizzando il Parsifal di Richard Wagner, aveva auspicato che il finale dell'opera avesse un tono parodistico-paradossale più adeguato a un poeta tragico consapevole dell'insensatezza dell'esistenza: 

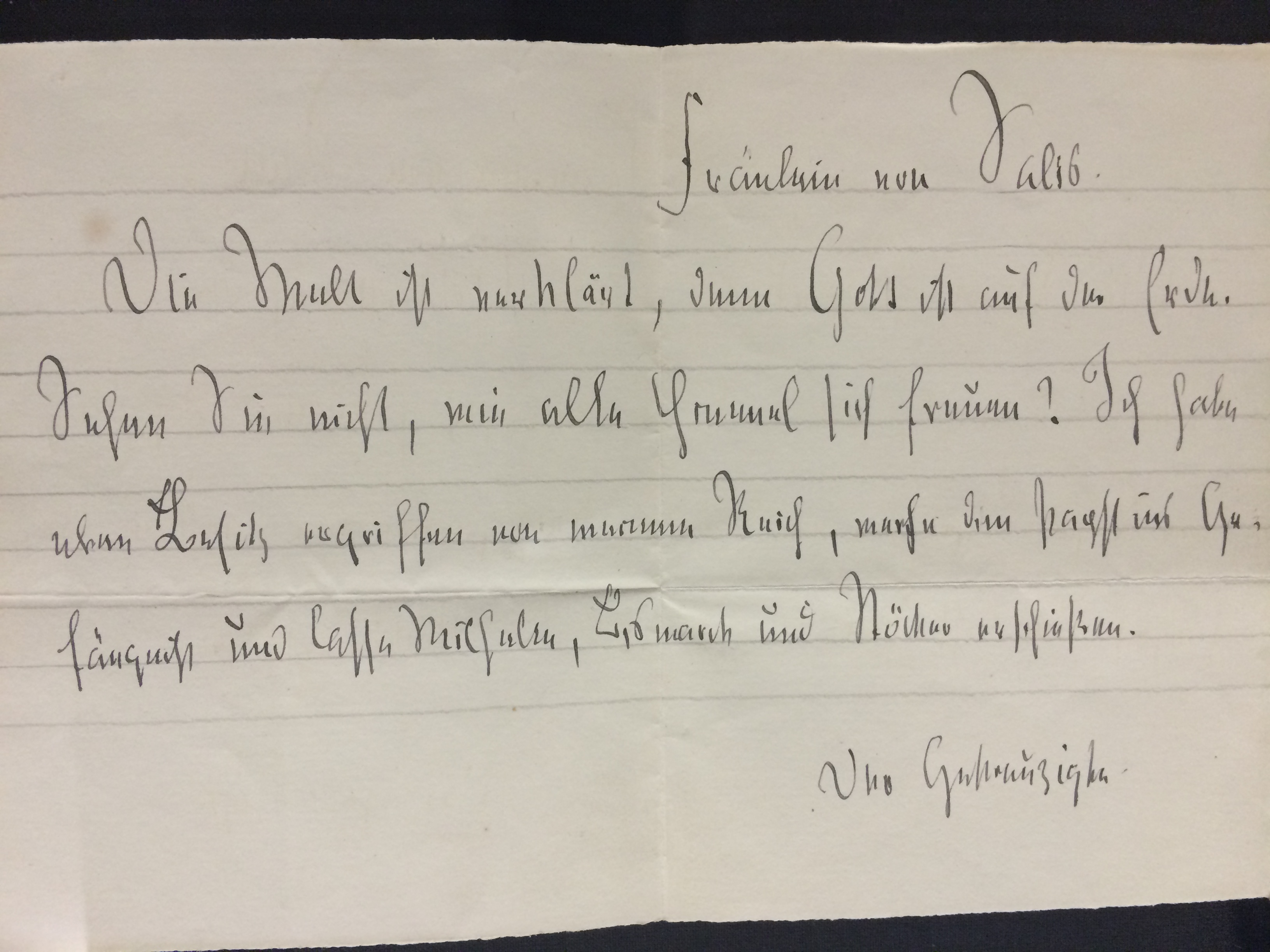
Lettera di Nietzsche a Meta von Salis.

Più volte aveva poi dichiarato che l'unico modo di essere filosofi fino alla fine è quello, ad un certo punto, di rimanere in silenzio, quello stesso silenzio cui lo condannerà, fino alla morte, la sua condizione certificata di "matto": 

Altri autori hanno visto in questo finale drammatico del pensiero di Nietzsche una linea di coerenza speculativa mantenuta sino alla fine dove la follia apre nuovi orizzonti al pensiero moderno: 

## Cronologia
- 1º gennaio, a Catulle Mendès[10] (tre scritti)
- Inizi di gennaio, a August Strindberg
- 3 gennaio, a Meta von Salis-Marschlins[11]
- 3 gennaio, a Cosima Wagner (tre scritti)
- 4 gennaio, a Georg Brandes
- 4 gennaio, a Hans von Bülow
- 4 gennaio, a Jacob Burckhardt
- 4 gennaio, a Paul Deussen[12][13]
- 4 gennaio, a Peter Gast[14]
- circa 4 gennaio, a Umberto I re d'Italia[15]
- circa 4 gennaio, al cardinale Mariano Rampolla del Tindaro, Segretario di Stato
- circa 4 gennaio, a Franz Camille Overbeck
- circa 4 gennaio, all'Illustre Polacco (Jan Matejko)
- 4 gennaio, a Erwin Rohde
- 4 gennaio, a Malwida von Meysenbug
- 6 gennaio, a Jacob Burckhardt
- 7 gennaio, a Franz Camille Overbeck[16]
- 14 gennaio, a Carl Fuchs[17]